# Canal de Brienne
El canal de Brienne és un canal de França que uneix el riu Garona amb el Canal del Migdia.

## Geografia
Està situat al centre de Tolosa de Llenguadoc, a la regió d'Occitània. Té un recorregut d'1,6 quilòmetres entre Basacle i el Port de l'eEmbocadura, al costat dels Ponts Bessons.

## Història
La construcció del canal de Brienne fou decidida pels Estats del Llenguadoc el 1760, ja que el canal de Migdia passava fora de la ciutat i s'unia amb la Garona més avall de Bazacle. La creació del canal passava així pel centre de la ciutat, que es feia accessible per la via d'aigua.
Els treballs van començar el 1765 i tenien com a objectiu fer el canal de més calat i un port a la zona de l'embocadura dels dos canals als Ponts Bessons. Va ser inaugurat el 14 d'abril de 1776.
En un principi s'anomenava canal de Sant Pere, però es va canviar el nom en honor d'Étienne-Charles de Loménie de Brienne (1727-1794), arquebisbe de Tolosa.